# 위키백과 봇
위키백과 봇(Wikipedia bots)은 위키백과에서 간단하고 반복적인 작업을 수행하는 인터넷 봇(컴퓨터 프로그램)이다. 위키백과에서 사용되는 인터넷 봇의 대표적인 예는 Lsjbot이다. Lsjbot은 위키백과의 다양한 언어판에 걸쳐 수백만 개의 짧은 문서를 생성했다.

## 활동
봇으로 불리는 컴퓨터 프로그램은 일반적인 철자 오류 및 문체 문제 수정과 같은 간단하고 반복적인 작업을 자동화하거나 지리 항목과 같은 문서를 통계 데이터의 표준 형식으로 시작하는 데 자주 사용되었다. 또한 편집자가 일반적인 편집 오류(예: 일치하지 않는 인용문 또는 일치하지 않는 괄호)를 범할 때 자동으로 이를 알리도록 설계된 봇이 있다.
2010년에 만들어진 ClueBot NG와 같은 문서 훼손 방지 봇은 훼손 행위를 신속하게 감지하고 되돌리도록 프로그래밍되어 있다. 2014년 7월 MH17 제트기 격추 사건 당시 편집이 러시아 정부가 통제하는 IP를 통해 이루어졌다고 보고된 것처럼 봇은 특정 계정 또는 IP 주소 대역의 편집 내용을 표시할 수 있다.
한때 봇은 스웨덴어 위키백과에 하루에 최대 10,000개의 문서를 생성했다. 앤드루 리(Andrew Lih)에 따르면, 현재 위키백과가 수백만 개의 문서로 확장되는 것은 그러한 봇을 사용하지 않고는 상상하기 어려울 것이다. 세부아노어, 스웨덴어 및 와라이어 위키백과에는 봇이 만든 콘텐츠가 많은 것으로 알려져 있다.

## 봇의 종류

위키백과의 봇 사용자 권한을 대표하는 아이콘

봇을 분류하는 한 가지 방법은 수행하는 활동을 기준으로 하는 것이다.
- 절차적 생성과 같은 콘텐츠 생성
- 교열 또는 깨진 링크 해결과 같은 오류 수정
- 다른 곳의 콘텐츠에 대한 하이퍼링크와 같은 연결부 추가
- 레이블을 사용하여 콘텐츠에 태그 지정
- ClueBot NG와 같은 문서 훼손 복구
- 사무 작업, 보고서 업데이트
- 오래된 토론이나 일감 보관
- 스팸이나 불법 행위에 맞서 싸우는 중재 시스템
- 사용자를 격려하는 추천 시스템
- 푸시 기술 및 풀 기술과 같은 알림
- InternetArchiveBot과 같은 깨진 외부 링크 복구

## 같이 보기
- 위키백과:봇
- 위키백과:봇 정책